# Jari Koskinen
Pour les articles homonymes, voir Koskinen.
Jari Antero Koskinen, né le 11 juin 1960 à Hauho, est un homme politique finlandais, membre du Parti de la Coalition nationale (Kok) et ancien ministre de l'Agriculture et des Forêts.

## Biographie
Il est diplômé en sciences sociales, et a commencé sa carrière politique en 1981, au moment de son élection au Conseil municipal de Hauho. Cinq ans plus tard, il devient exploitant agricole, tout en travaillant au sein d'une banque jusqu'en 1989, lorsqu'il s'engage dans le monde des sports. Entré à l’Eduskunta en 1996, il est élu au conseil régional de Kanta-Häme en 1997. Il abandonne tous ses mandats en 2009, à la suite de sa désignation au comité directeur de la Banque européenne pour la reconstruction et le développement (BERD). Le 22 juin 2011, il est nommé ministre de l'Agriculture et des Forêts du gouvernement de Jyrki Katainen.
Il est remplacé le 24 juin 2014 par Petteri Orpo.